# Bouafles
Bouafles es una localidad y comuna francesa situada en la región de Alta Normandía, departamento de Eure, en el distrito de Les Andelys y cantón de Sains-Richaumont.

## Demografía
| 168 | 256 | 367 | 469 | 682 | 618 |
| Para los censos de 1962 a 1999 la población legal corresponde a la población sin duplicidades (Fuente: INSEE [Consultar]) |     |     |     |     |     |

## Lugares de interés
Iglesia de Saint-Pierre del siglo XI/XIII, reconstruida en el año 1864. Las sillas del coro y la Virgen son del siglo XVI y la cruz del siglo XVIII.